# Vratno Otok
Vratno Otok falu Horvátországban, Varasd megyében. Közigazgatásilag Cesticához tartozik.

## Fekvése
Varasdtól 18 km-re északnyugatra, Cesticától 3 km-re északkeletre a Dráva jobb partján, a szlovén határ mellett fekszik.

## Története
Lakosságát csak 1981-óta számlálják önállóan. 1857 és 1900 között a ma Vinicához tartozó Donje Vratno, 1910-től 1961-ig Gornje Vratno faluhoz számították lakóit. 2001-ben  a falunak 72 lakosa volt.

## Népessége
| Lakosság változása | Lakosság változása | Lakosság változása | Lakosság változása | Lakosság változása | Lakosság változása | Lakosság változása | Lakosság változása | Lakosság változása | Lakosság változása | Lakosság változása | Lakosság változása | Lakosság változása | Lakosság változása | Lakosság változása | Lakosság változása |
| ------------------ | ------------------ | ------------------ | ------------------ | ------------------ | ------------------ | ------------------ | ------------------ | ------------------ | ------------------ | ------------------ | ------------------ | ------------------ | ------------------ | ------------------ | ------------------ |
| 1857               | 1869               | 1880               | 1890               | 1900               | 1910               | 1921               | 1931               | 1948               | 1953               | 1961               | 1971               | 1981               | 1991               | 2001               | 2011               |
| 0                  | 0                  | 0                  | 0                  | 0                  | 0                  | 0                  | 0                  | 0                  | 0                  | 0                  | 58                 | 57                 | 76                 | 72                 | 65                 |